# Amos Tuck

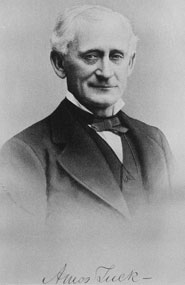
Amos Tuck

Amos Tuck (* 2. August 1810 in Parsonsfield, York County, Massachusetts; † 11. Dezember 1879 in Exeter, New Hampshire) war ein US-amerikanischer Politiker. Zwischen 1847 und 1853 vertrat er den Bundesstaat New Hampshire im US-Repräsentantenhaus.

## Werdegang
Der im heutigen Bundesstaat Maine geborene Amos Tuck besuchte die Effingham Academy und die Hampton Academy. Danach studierte er bis 1835 am Dartmouth College in Hanover. Nach einem anschließenden Jurastudium und seiner im Jahr 1838 erfolgten Zulassung als Rechtsanwalt begann er in Exeter in seinem neuen Beruf zu praktizieren. Er wurde Kurator des Dartmouth College. Zwischen 1836 und 1838 leitete er die Hampton Academy.
Politisch wurde er zunächst Mitglied der Demokratischen Partei. Als deren Kandidat wurde er 1842 in das Repräsentantenhaus von New Hampshire gewählt. Im Jahr 1844 überwarf er sich mit den Parteioberen, weil diese die Sklaverei befürworteten. Daraufhin wurde er aus der Partei ausgeschlossen.
1846 wurde Tuck als unabhängiger Kandidat im ersten Distrikt von New Hampshire in das US-Repräsentantenhaus in Washington gewählt. Dort trat er am 4. März 1847 die Nachfolge von Moses Norris an. Im Jahr 1848 wurde er als Kandidat der Free Soil Party wiedergewählt. Weitere zwei Jahre später wurde er als Kandidat der Whigs für eine dritte Legislaturperiode in den Kongress gewählt. Damit konnte er bis zum 3. März 1853 drei zusammenhängende Legislaturperioden im US-Repräsentantenhaus verbringen. Bei den Wahlen des Jahres 1852 unterlag er dem Demokraten George W. Kittredge. Diese Jahre waren von heftigen Diskussionen um die Frage der Sklaverei überschattet.
Nach dem Ende seiner Zeit im Kongress wurde Amos Tuck einer der Mitbegründer der Republikanischen Partei in New Hampshire. In den Jahren 1856 und 1860 war er Delegierter zu den jeweiligen Republican National Conventions, auf denen John C. Fremont bzw. Abraham Lincoln als Präsidentschaftskandidaten der Partei nominiert wurden. Im Frühjahr 1861 war Tuck Delegierter auf einer Konferenz in der Bundeshauptstadt Washington, auf der erfolglos versucht wurde, den Ausbruch des Bürgerkrieges zu verhindern. Während des Krieges war er von 1861 bis 1865 als Marineoffizier im Hafen von Boston stationiert. Nach dem Krieg arbeitete Tuck wieder als Anwalt und stieg in das Eisenbahngeschäft ein. Er starb am 11. Dezember 1879 in Exeter.